# Purgatório (Lajes do Pico)
O Purgatório (Lajes do Pico) é uma elevação portuguesa localizada no concelho das Lajes do Pico, ilha do Pico, arquipélago dos Açores.
Este acidente geológico tem o seu ponto mais elevado a 745 metros de altitude acima do nível do mar. Nas imediações desta formação montanhosa encontra-se o Cabeço da Rochinha e o Cabeço do Padre Roque.